# محمد النوري الجويني
محمد النوري الجويني (ولد في تونس 13 أكتوبر 1961) عين وزيرا للتخطيط والتعاون الدولي في حكومة الوحدة الوطنية. وهو حاصل على شهادة معهد الدراسات العليا التجارية، وعلى شهادة الدراسات المعمقة في التصرف من المعهد الأعلى للتصرف، وعلى دكتوراه دولة في علوم أخذ القرار من جامعة أوريغون بالولايات المتحدة الأمريكية.
بدأ محمد النوري الجويني حياته المهنية سنة 1994 كأستاذ محاضر بكلية التصرف بسوسة. وعين في سنة 1995 مديرا للمعهد الأعلى للتصرف بسوسة. وفي جانفي 2001 تقلد منصب كاتب دولة لدى وزير التنمية الاقتصادية مكلفا بالتخصيص، قبل أن يشغل منصب وزير للتنمية والتعاون الدولي في سبتمبر 2002. وهو متزوج وأب لابنين.

## أوسمة
تقلد يوم 7 نوفمبر 2009 بالصنف الأكبر لوسام السابع من نوفمبر.وأعلنت سفارة اليابان في تونس، يوم 4 نوفمبر 2019 أنه تم تقليده بالصنف الثاني من وسام الشمس المشرقة الياباني.